# إلمر داروين بال
إلمر داروين بال (بالإنجليزية: Elmer Darwin Ball)‏ هو عالم حشرات أمريكي، ولد في 21 سبتمبر 1870 في أثينا في الولايات المتحدة، وتوفي في 5 أكتوبر 1943 في باسادينا في الولايات المتحدة.